# Фабр Андрій Якович
Андрі́й Я́кович Фабр  (нар. 20 серпня 1789, с. Суук Су, Феодосійський повіт, Таврійська губернія — пом. 24 січня 1863, Сімферополь, Таврійська губернія, Російська імперія) — російський державний діяч, цивільний губернатор Катеринославської губернії.

## Життєпис

### Походження
Народився 20 серпня 1789 року в селі Суук Су (нині — Лісне), що на той час входило до складу Феодосійського повіту Таврійської губернії Російської імперії в німецькій протестантській родині Якова Фабра (за деякими джерелами — Фабера) та Марії Федорівни Гроскрейц.
Яків Фабр походженням зі Швейцарії придбав у російської казни маєтності на місці сучасного Миколаєва. Пізніше став директором казенних виноградників Судацької долини за призначенням Григорія Потьомкіна. 1792 року Яків Фабр з родиною переїхав до Сімферополя та того ж року помер. Не зважаючи на походження батьків, сина назвали Андрієм та охрестили в православ'ї.
Андрій отримав домашню освіту й 1819 року успішно витримав іспити до Імператорського Харківського університету.

### Початок кар'єри

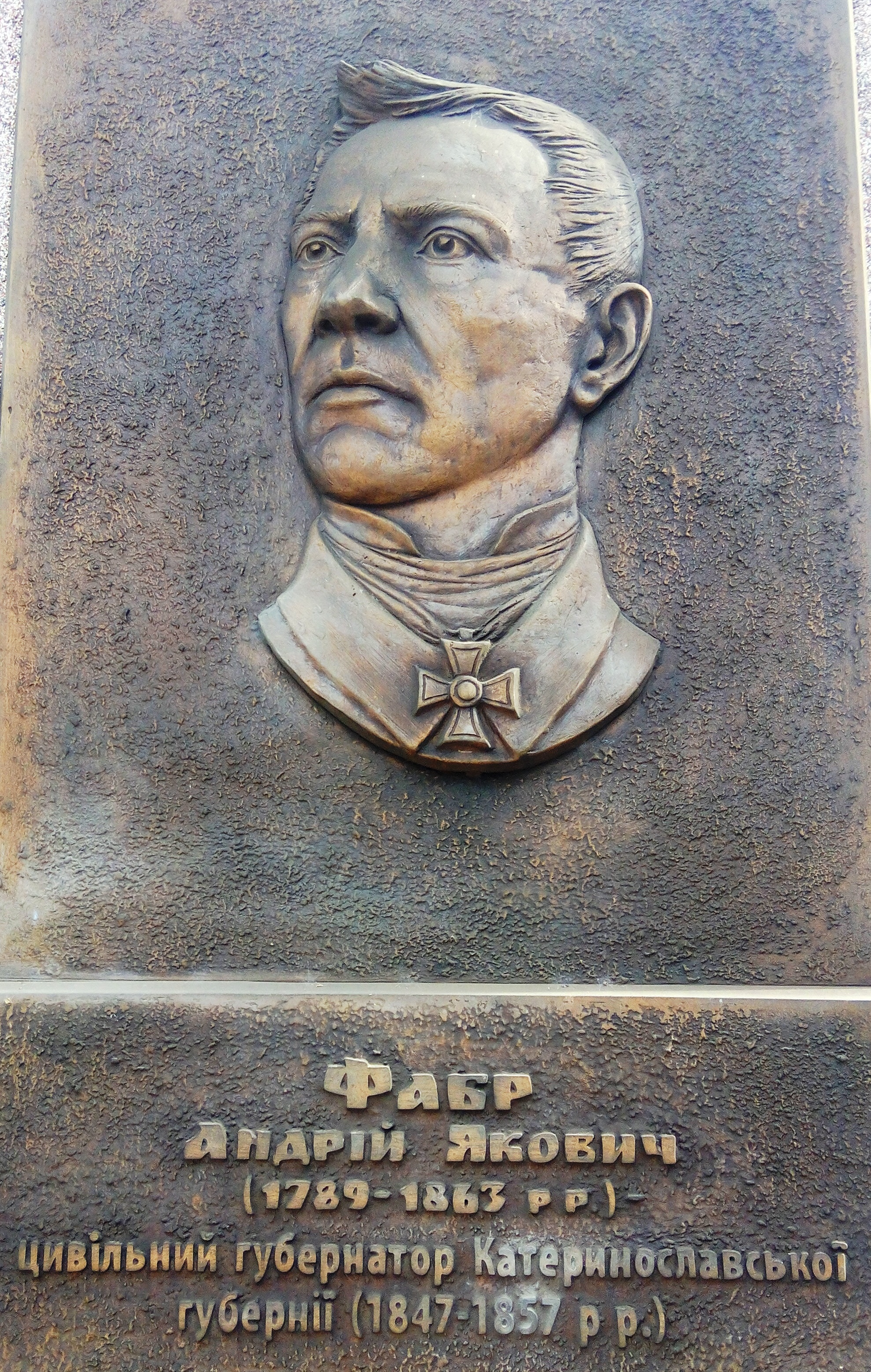
Бронзовий барельєф на площі 80-річчя Дніпропетровщини

25 травня 1804 року Андрія Фабра призначили канцеляристом до Таврійської казенної експедиції. Призначення відбулося ще до виповнення юному чиновнику 15 років.
1808 року призначено головним форштмайстером-наглядачем лісів усієї Таврійської губернії. 1819 року Андрій Фабр вступив на службу до канцелярії Таврійського цивільного губернатора «для ведення слідчих справ». 1823 року Фабра призначено радником губернського правління, а 1825 року Андрій Якович Фабр став Таврійським губернським прокурором.
1833 року отримав чин статського радника, а 1837 року — дійсного статського радника. З 1833 року по 1847 рік Фабр очолював канцелярію графа Михайла Воронцова. З 1841 року одночасно входив до Ради Міністра внутрішніх справ Російської імперії. 24 січня 1847 року Андрія Яковича Фабра було призначено катеринославським цивільним губернатором.

### Останні роки
1857 року Фабр вийшов у відставку в чині таємного радника та переїхав до Сімферополя, де активно займався громадською та науковою діяльністю.
24 січня 1863 року Андрій Якович Фабр помер у Сімферополі. Поховано у власному маєтку Ана-Элі (нині — частина села Урожайне) неподалік Сімферополя в окремому склепі, поруч із могилою його улюбленої матері, прах якої він свого часу переніс із Одеси.
Був похований на Першому Християнському цвинтарі Одеси. 1937 року комуністичною владою цвинтар було зруйновано. На його місці був відкритий «Парк Ілліча» з розважальними атракціонами. Нині достеменно відомо лише про деякі перепоховання зі Старого цвинтаря, а дані про перепоховання Фабра відсутні.

## Вшанування пам'яті

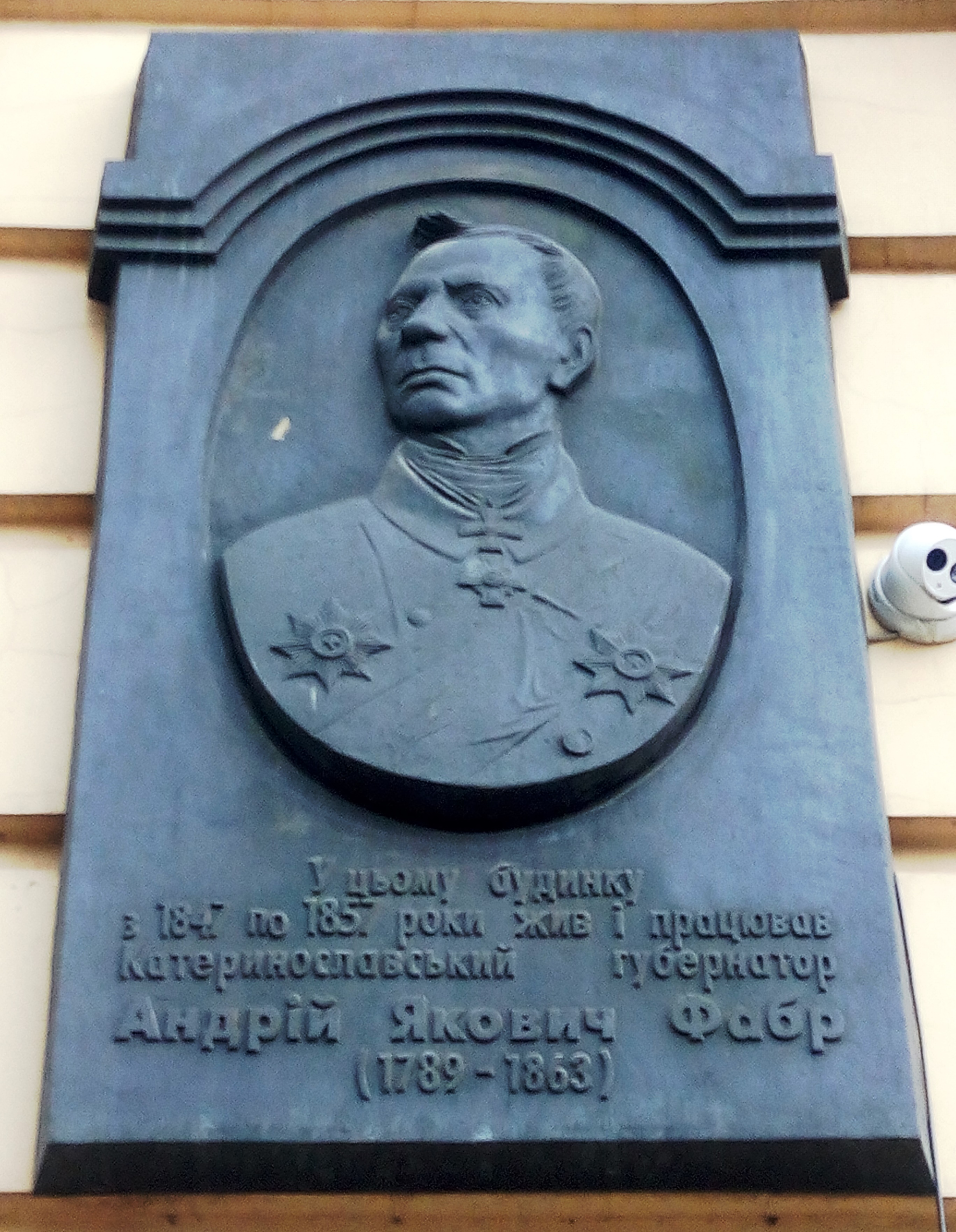
Меморіальна дошка на фасаді будинку де жив Фабр на Проспекті Яворницького, 41 у Дніпрі

30 листопада 1864 згідно із заповітом небіжчика у Сімферополі відкрився притулок для хлопчиків, який отримав ім'я А. Я. Фабра. Для утримання притулку було передано приміщення у Фабровському провулку в центрі Сімферополя. Притулок було розграбовано під час громадянської війни. Загинув і особистий архів Фабра, який тут зберігався. Будинок колишнього притулку зберігся, в ньому зараз розташовується Міністерство освіти та науки Автономної Республіки Крим. 1872 року імператор Олександр II назвав катеринославський бульвар на головному проспекті Фабровским.
10 листопада 2005 року відкрито меморіальну дошку на будинку Мунштейна за адресою Проспект Дмитра Яворницького, 41, де колись мешкав губернатор.